# Piorun kulisty

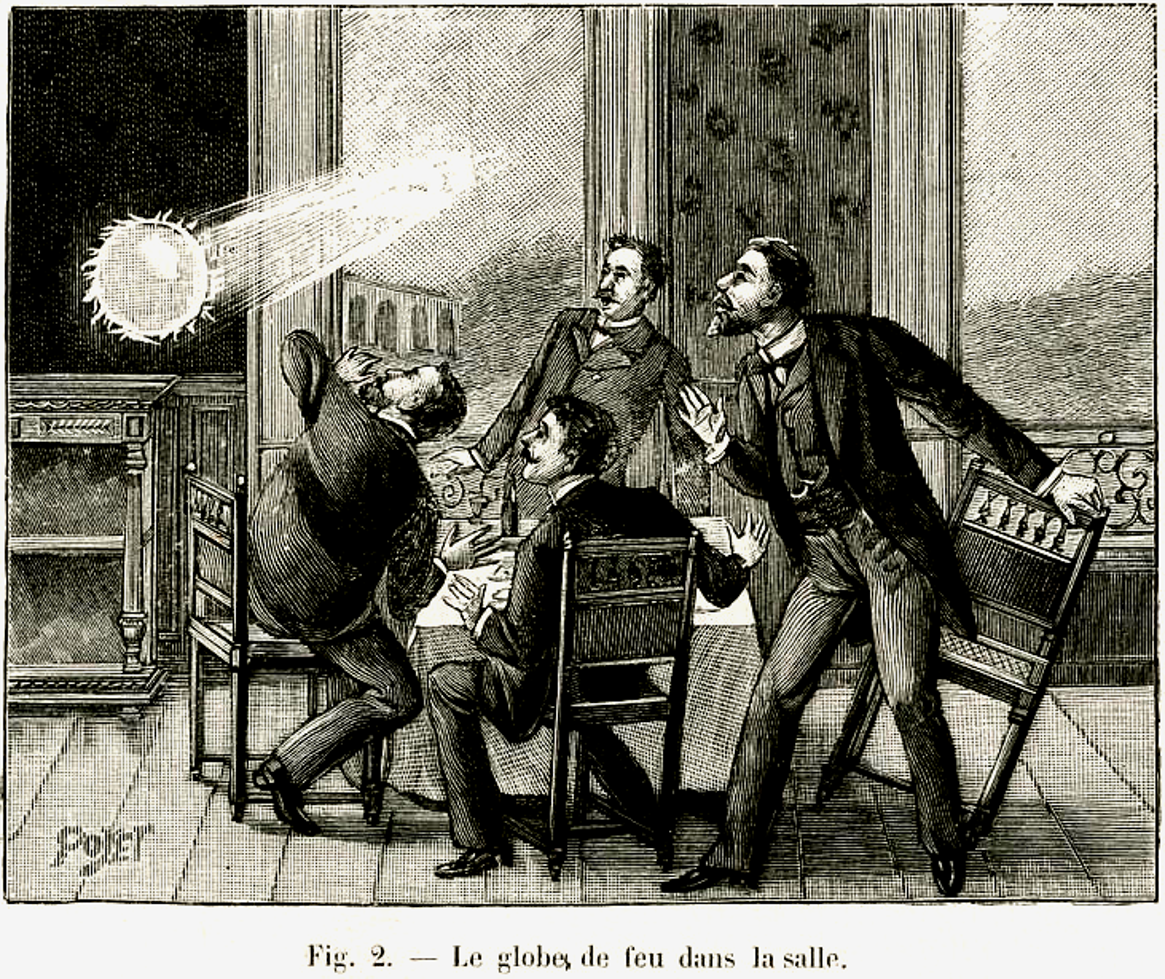
Piorun kulisty – rycina z XIX wieku

Piorun kulisty – bardzo rzadkie zjawisko meteorologiczne, rodzaj wyładowania atmosferycznego. Według relacji świadków objawia się jako świecąca i poruszająca się kula o promieniu od kilku do kilkudziesięciu centymetrów, czasami wydająca głos podobny do syczenia. Uważa się, że jest rodzajem wyładowania atmosferycznego. Naukowcy nie są zgodni co do określenia faktycznej istoty pioruna kulistego.

## Zjawisko
Piorun kulisty wyglądem przypomina świetlistą kulę o średnicy od kilku do kilkudziesięciu centymetrów, poruszającą się w różnych kierunkach i wydającą dźwięki, takie jak warczenie czy syczenie. Może mieć różne barwy (najczęściej białą, żółtą lub bladoniebieską). Trwa zwykle od kilkunastu do kilkudziesięciu sekund. Występuje przeważnie w trakcie burz, ale istniały przypadki pojawiania się tego zjawiska w słoneczną pogodę. Świeci w przybliżeniu jak stuwatowa żarówka. Największy zauważony piorun kulisty miał średnicę około 1,5 m, najmniejszy – 1 cm.

## Propozycje wyjaśnienia zjawiska

### Piorun kulisty jako wyładowanie elektryczne

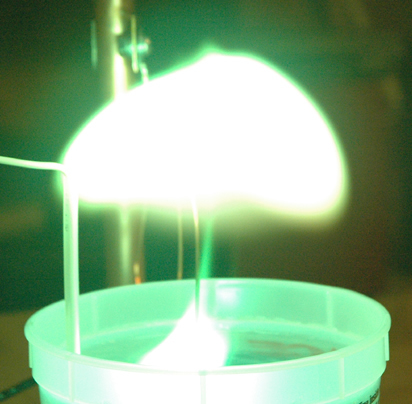
Świecący obłok uzyskany przez wyładowanie przebiegające do wody

Naukowcy nie znają mechanizmów rządzących procesem jego powstawania. Główne koncepcje głoszą, że jest to rodzaj wyładowania elektrycznego, ale autorzy tych koncepcji nie potrafią wytłumaczyć szczegółów funkcjonowania tego wyładowania.
John Abrahamson i James Dinniss z Uniwersytetu Canterbury zaproponowali potencjalne wyjaśnienie zjawiska. Według nich piorun kulisty powstaje, gdy zwykły piorun uderza w ziemię, unosząc nieco rozgrzanego krzemu – powszechnego składnika skorupy ziemskiej. W wyniku wysokiej temperatury i przetopienia skał glebowych opary krzemu wydostają się ze szczelin w glebie i wznoszą się, przyjmując najpierw kształt pierścienia, a potem kuli. Atomy krzemu wchodzą w reakcję z tlenem, a ich spalaniu towarzyszy wydzielanie energii w postaci promieniowania elektromagnetycznego – światła. Badania przeprowadzone w 2008 przez Eli Jerby i Vladimira Dikhytara z Uniwersytetu Telawiwskiego wskazują na to, iż hipoteza ta jest poprawna. Gdy prześwietlili oni wytworzone laboratoryjnie w ten sposób pioruny kuliste wiązkami promieni rentgenowskich i protonów, okazało się, że głównym ich budulcem są cząstki o rozmiarach 25–50 nm.
Prowadzono próby wywołania efektu w laboratorium, które zweryfikowałoby hipotezy dotyczące funkcjonowania pioruna kulistego. Efekt podobny do obserwowanego w naturze osiągnięto w laboratorium na różne sposoby:
- odparowując różne substancje lub jonizując powietrze za pomocą mikrofal i zasilając zjonizowany obszar mikrofalami;
- przykładając napięcie 5000 V do wody, prowadząc w ten sposób do jej gwałtownego odparowania.

Trwające dłużej zjawisko przypominające piorun kulisty powstaje jedynie w przypadku doprowadzenia do wyładowania elektrycznego w stosunkowo niewielką, odpowiednio dobraną ilość wody. To również może tłumaczyć rzadkość występowania tego zjawiska w przyrodzie, gdyż wymagałoby ono uderzenia pioruna w odpowiedniej wielkości kałużę lub inny niewielki zbiornik wody.

### Piorun kulisty jako złudzenie
Niektórzy badacze wysunęli hipotezę o nieistnieniu pioruna kulistego i zaproponowali jego interpretację jako złudzenia. Hipoteza Josefa Peera i Alexandra Kendla z Uniwersytetu Leopolda i Franciszka w Innsbrucku wskazuje na to, że piorun kulisty może być złudzeniem optycznym. Jeśli czas trwania zwykłego pioruna jest dostatecznie długi (wielokrotne wyładowania przez ten sam kanał), to obserwator znajdujący się wystarczająco blisko może odnieść wrażenie, że widzi kulę światła trwającą nawet kilkadziesiąt sekund. Silne zmienne pole magnetyczne indukowane przepływem ładunków powoduje stymulację magnetyczną neuronów podobnie jak w TMS (Transcranial Magnetic Stimulation). Uczestnicy doświadczeń polegających na przykładaniu aparatury TMS w pobliże kory wzrokowej twierdzili, że widzieli kolorowe linie, plamy i kuliste obiekty różnych rozmiarów.
Gerald Cooray z Karolinska Institutet w Sztokholmie i Vernon Cooray z Uppsala Universitet twierdzą, że piorun kulisty to złudzenie towarzyszące epilepsji. Uważają oni, że przynajmniej część doniesień o obserwacji piorunów kulistych pochodzi od osób, które doznały napadów padaczkowych, obejmujących płat potyliczny kory mózgowej. Jedną z ich konsekwencji są halucynacje wzrokowe. Podczas napadu padaczkowego zlokalizowanego w płacie potylicznym pacjent obserwuje kolorowe błyski i plamy, w tym kuliste obiekty. Kule te mogą wirować i przemieszczać się, powiększać i eksplodować. Złudzenia takie trwają zwykle do 30 sekund. Naukowcy uważają, że napady padaczki mogą być wywołane zmiennym polem magnetycznym, towarzyszącym silnym wyładowaniom.

### Hipoteza relatywistyczno-mikrofalowa
W roku 2016 H.C. Wu zaproponował, że piorun kulisty powstaje gdy na końcu uderzenia pioruna docierającego do ziemi, powstaje relatywistyczna wiązka elektronów, co z kolei wzbudza intensywne promieniowanie mikrofalowe, lokalna jonizacja powietrza i ciśnienie promieniowania uzyskanej plazmy, tworzą kulisty pęcherzyk plazmy, który jest stabilną pułapką dla promieniowania mikrofalowego. H.C. Wu wyjaśnił także wiele znanych właściwości piorunów kulistych.

## Naukowa obserwacja

Widmo świecenia pioruna kulistego zarejestrowane przez autorów pierwszej obserwacji zjawiska

W roku 2014 doniesiono o pierwszej naukowej obserwacji pioruna kulistego. Dokonali tego w lipcu 2012 naukowcy z uniwersytetu w Lanzhou w Chinach. Naukowcy obserwowali zwykłą burzę, gdy w pewnym momencie, po silnym uderzeniu pioruna, w odległości około 900 m od aparatury pojawił się piorun kulisty. Zjawisko trwało nieco ponad sekundę, w tym czasie kula zmieniła barwę z białej na czerwonawą i przesunęła się o około 10 m w poziomie i 3 m w pionie. Zarejestrowana została sekwencja wideo (z dużą szybkością klatek), zmierzone zostało też widmo jej świecenia. Widać w nim linie emisyjne krzemu, żelaza i wapnia, co potwierdzałoby hipotezę, że zjawisko jest efektem utleniania chmury materiału odparowanego z gleby przez uderzenie zwykłego pioruna.